# Allaire Peak
L'Allaire Peak è un picco roccioso antartico, alto circa 1.900 m, situata 6 km a nordovest del Monte Hall, tra le testate del Ghiacciaio Gough e del Ghiacciaio Le Couteur, nelle Prince Olav Mountains, catena montuosa che fa parte dei Monti della Regina Maud, in Antartide. 
La denominazione è stata assegnata dall'Advisory Committee on Antarctic Names (US-ACAN), in onore del capitano Christopher James Allaire, membro dello staff di comando della U.S. Naval Support Force in Antartide durante l'Operazione Deep Freeze del 1963.